# 한국은행 부산본부
한국은행 부산본부는 지역경제 조사·연구, 금융기관 예금·대출, 중소기업 지원, 국고금 관리, 경제교육 등의 업무를 수행하는 한국은행의 지역본부이다. 부산광역시 중구 대청로 112 (대청동1가 44)에 있었으나, 2013년 7월 22일 부산광역시 남구 문현동 문현금융단지로 이전하였다.

## 연혁
- 1950년 6월 12일 한국은행 부산지점 개점
- 1964년 9월 1일 행사 신축(부산시 중구 대청동1가 44, 대지 : 1050평, 건평 : 1871평)
- 1969년 1월 27일 과 제도 도입(총무과, 업무과, 출납과)
- 1975년 7월 1일 마산지점 개점으로 관할지역 축소 (부산, 경남 --> 부산, 경남 일부)
- 1977년 4월 1일 외환관리과 신설
- 1980년 5월 27일 울산지점 개점으로 관할지역 축소 (관할지역 : 부산시, 김해군, 양산군, 밀양군)
- 1983년 1월 10일 본지점간 여수신업무 및 국고업무의 on-line 가동
- 1986년 6월 26일 은행감독실 신설
- 1987년 2월 3일 기획조사과 신설
- 1988년 3월 5일 화폐정사과 신설
- 1991년 7월 1일 당점 관할지역중 밀양군을 마산지점으로 이관
- 1991년 9월 12일 미발행화폐 임치보관점(동래, 사상) 설치
- 1996년 3월 11일 외환업무과 폐지
- 1997년 9월 1일 사상분실 폐쇄
- 1998년 4월 1일 은행감독실의 신설 은행감독원 귀속에 따라 지점조직에서 분리
- 1998년 5월 14일 업무과.출납과 --> 업무과로 통합
- 1999년 5월 17일 발권과 신설, 과명칭 변경(화폐정사과 --> 화폐관리과)
- 1999년 7월 1일 동래분실 폐지
- 2002년 1월 10일 한국은행 부산본부로 명칭 변경
- 2002년 5월 22일 '과'조직을 '팀'으로 명칭 변경(총무과 --> 총무팀)
- 2003년 4월 2일 기획조사팀을 기획조사실로 확대개편(기획조사실내에 기획홍보팀과 경제조사팀 신설)
- 2010년 3월 2일 업무팀, 발권팀 --> 업무팀으로 통합
- 2011년 3월 4일 기획조사실 --> 기획조사부로 명칭 변경
- 2013년 7월 22일 현 행사 신축·이전(부산광역시 남구 문현금융로 25(문현동), 대지면적 : 8,118m2, 연면적 : 9,988m2)및 화폐전시관 신설

## 조직

### 한국은행 부산본부장
- 기획조사부
- 총무팀
- 업무팀
- 화폐관리팀

## 같이 보기
- 부산은행
- 부산상공회의소
- 부산발전연구원